# توماس سیورتسون
توماس سیورتسون (انگلیسی: Tomas Sivertsson؛ زادهٔ ۲۱ فوریهٔ ۱۹۶۵) بازیکن هندبال اهل سوئد است.